# Freud's Last Session
Freud's Last Session (en español, La última sesión de Freud) es una película basada en la obra de teatro homónima de Mark St. Germain, que a su vez se basa en el libro The Question of God (La cuestión de Dios), escrito por Armand Nicholi. El guion fue escrito por St. Germain, y la película fue dirigida por Matthew Brown y protagonizada por Anthony Hopkins y Matthew Goode.

## Sinopsis
La película trata de un encuentro entre C. S. Lewis y Sigmund Freud y el debate sobre Dios que sigue, así como discusiones sobre la naturaleza de sus relaciones con otras personas, como con la hija de Freud.

## Reparto
- Anthony Hopkins como Sigmund Freud
- Matthew Goode como C. S. Lewis
- Liv Lisa Fries como Anna Freud
- Jodi Balfour como Dorothy Burlingham
- Stephen Campbell Moore como J. R. R. Tolkien
- Jeremy Northam como Ernest Jones
- Orla Brady como Janie Moore

## Producción
WestEnd Films y CAA Media Finance llevaron el proyecto al Festival de Cine de Cannes en mayo de 2022 con Hopkins como protagonista y Matthew Brown como director de la adaptación de St. Germain. La película fue producida por Alan Greisman, Rick Nicita, Meg Thomson y Hannah Leader, y la producción comenzó en el Reino Unido a finales de enero de 2023. Sin embargo, por razones financieras, la casa de Freud en Hampstead, Londres, y el famoso diván de psicoanálisis se recrearon en Dublín, en los Ardmore Studios. Coproducida por Aiofe O'Sullivan y Tristan Orpen Lynch de Subotica Operations, la película recibió fondos de coproducción del Global Screen Fund International del Reino Unido. Una imagen de la fotografía principal con Hopkins y Goode se publicó en la prensa en abril de 2023, y la película entró en las etapas finales de filmación en Irlanda.
Sony Pictures Classics compró los derechos internacionales en noviembre de 2022.

## Estreno
La película tuvo un estreno limitado en los Estados Unidos el 22 de diciembre de 2023.

## Recepción
Freud's Last Session recibió reseñas generalmente mixtas de parte de la crítica y de la audiencia. En el sitio web agregador de reseñas Rotten Tomatoes, la película posee una aprobación de 44%, basada en 32 reseñas, con una calificación de 5,6/10.
El sitio web Metacritic le dio a la película una puntuación de 52 de 100, basada en 7 reseñas, indicando "reseñas mixtas o promedio", mientras que en el sitio IMDb los usuarios le asignaron una calificación de 7,0/10, sobre la base de más de 116 votos.